# Didier Drogba
Didier Yves Drogba Tébily (født 11. marts 1978 i Abidjan, Elfenbenskysten) er en ivoriansk tidligere fodboldspiller, der spillede som angriber. Han er alletiders topscorer for Elfenbenskystens fodboldlandshold. 
Drogba er mest kendt for at have spillet for den engelske fodboldklub Chelsea F.C. i perioden 2004-2012. Han var Premier Leagues topscorer i 2006-2007 med 20 mål og endnu en gang i 2009-2010 med 29 mål. Han blev i 2006 og 2010 kåret som Afrikas Bedste Fodboldspiller.
I Champions League-finalen 2012 mødte Chelsea Bayern Munchen, Bayern kom foran i 83. minut på en hovedstødsscoring af Thomas Müller, men det lykkedes Drogba at udligne kort før tid. De to hold måtte ud i straffesparkskonkurrence, hvor Drogba med det afgørende spark sikrede Chelsea trofæet.
I sommeren 2012-2013 hentede kinesiske Shanghai Shenhua Drogba til klubben på en fri transfer, hvor han blev genforenet med den tidligere Chelsea-stjerne Nicolas Anelka. Senere i sommeren 2012 blev både han og Anelka fritsat på grund af Shanghai Shenhuas økonomiske vanskeligheder. Drogba blev i januar 2013 hentet til Galatasaray, hvor han spillede den følgende sæson. I sommeren 2014 skiftede han tilbage til Chelsea, hvor hans gamle træner Jose Mourinho i mellemtiden igen var blevet træner. Efter en enkelt sæson tog Didier Drogba mod USA, hvor han først spillede i Montreal Impact og i dag hos Phoenix Rising FC
Han voksede op i Frankrig hos sin onkel, selvom han var født i Elfenbenskysten og begge hans forældre levede der. Didier Drogba var i 2010 på Time Magazines liste over de 100 mest indflydelsesrige mennesker i verden på grund af sin rolle i at skabe fred i Elfenbenskysten

## Titler
Med Chelsea:
UEFA Champions League i 2011-12
Premier League 4 gange (2004-05, 2005-06, 2009-10, 2014-15)
FA Cuppen 4 gange (2006-07, 2008-09, 2009-10 , 2011-12)
Community Shield 2 gange (2005, 2009)
Liga cup 3 gange (2004-05, 2006-07, 2014-15)
Med Galatasaray:
Süper Lig 1 gang
(Cup) Süper cup 1 gang
Phoenix Rising:
Western Conference (USL): 2018